# Fraisses
 Fraisses  es una población y comuna francesa, situada en la región de Ródano-Alpes, departamento de Loira, en el distrito de Saint-Étienne y cantón de Firminy.

## Demografía
| 3623 | 4204 | 4290 | 3854 | 3897 | 3939 |
| Para los censos de 1962 a 1999 la población legal corresponde a la población sin duplicidades (Fuente: INSEE [Consultar]) |      |      |      |      |      |